# 萨尔波特里
萨尔波特里（法語：Sars-Poteries，法語發音：[saʁ pɔtʁi]）是法国上法蘭西大區北部省的一个市镇，属于埃尔普河畔阿韦讷区。

## 地理
萨尔波特里（50°10'10"N, 4°1'35"E）面积7.88 平方千米，位于法国上法蘭西大區北部省，该省份为法国最北部的省份及最长的省份，西北濒北海，西接加来海峡省，南至埃纳省和索姆省，东与比利时接壤。
与萨尔波特里接壤的市镇（或旧市镇、城区）包括：莱方丹、伯尼、迪蒙、费勒里、索尔堡。
萨尔波特里的时区为UTC+01:00、UTC+02:00（夏令时）。

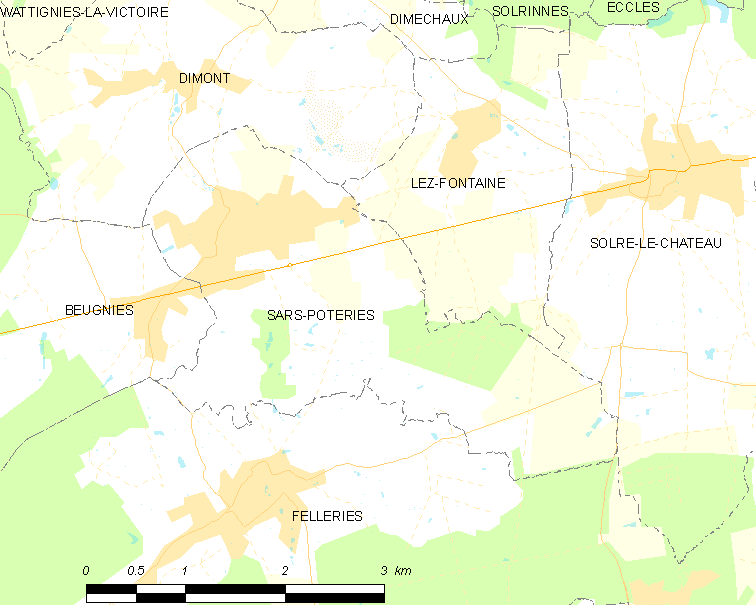
萨尔波特里的OSM定位图

## 行政
萨尔波特里的邮政编码为59216，INSEE市镇编码为59555。

## 政治
萨尔波特里所属的省级选区为富尔米县。

## 人口

1962-2008年间萨尔波特里人口变化图示

萨尔波特里于2022年1月1日时的人口数量为1411人。